# Rupp-Bräu
Rupp-Bräu GmbH est une brasserie à Lauenau (Basse-Saxe).

## Histoire
En 1861, Sebastian Rupp d'Eitensheim en Bavière acquiert la brasserie locale de Lauenau. Dès 1870, un restaurant d'été avec un jeu de quilles est exploité au-dessus de la nouvelle cave de stockage de la brasserie, présente dans la roche.
Vers 1900, son fils Louis Rupp construit la nouvelle brasserie derrière la salle du restaurant d'été. Au début des années 1920, les droits brassicoles locaux de l'ancienne coopérative brassicole de Lauenau sont entièrement transférés à la famille Rupp. En 1937, l'entreprise de Ludwig Rupp est agrandie pour devenir le « Gasthaus Felsenkeller », mais les travaux s'arrêtent peu de temps après en raison de la Seconde Guerre mondiale.
Dans la période d'après-guerre, Ludwig Rupp commence à reconstruire la brasserie en 1947. En 1952, la salle et les pièces attenantes sont rénovés et la brasserie agrandie. Entre autres, un système de remplissage de bouteilles est acheté, mais il s'avère non rentable pour une entreprise de la taille de la brasserie Rupp-Bräu. En 1975, Jürgen Rupp reprend l'entreprise de son père et en 1976 convertit l'ancienne cave à glace de la brasserie pour une utilisation dans les restaurants.
Rupp-Bräu GmbH est fondée en 1983 et la nouvelle salle de brassage de la brasserie est construite en 1988. En 1998, la salle attenante à la cave dans la roche est transformée en restaurant. La conception et l'ameublement sont basés sur l'ancienne salle de 1937, qui est restée presque inchangée.
Le maître brasseur Thomas Rupp est le directeur général de l'entreprise en 2005, soit la cinquième génération à diriger l'entreprise.

## Production
- Rupp-Bräu Pilsener
- Rupp-Bräu Dunkel
- Rupp-Bräu Weizen
- Rupp-Bräu Doppelbock (hell ou dunkel)
- Rupp-Bräu Dunkles Leichtbier